# Estadio Nido de los Águilas

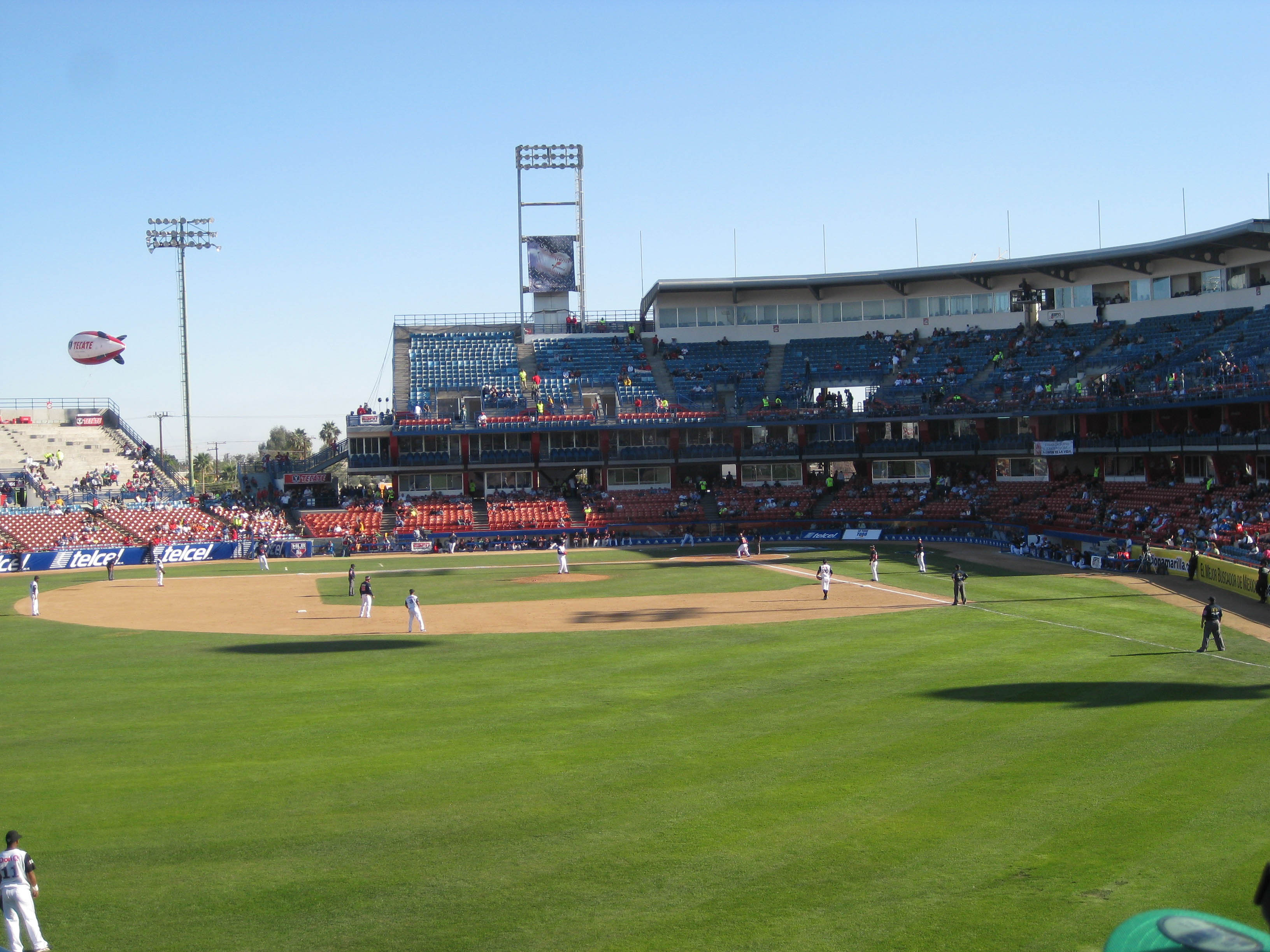
Estadio El Nido de los Águilas en el febrero del 2009

El Estadio El Nido de los Águilas, más conocido como El Nido, es un estadio de béisbol, localizado en la ciudad de Mexicali, Baja California. Actualmente es la casa de los Águilas de Mexicali equipo mexicano de béisbol profesional que participa en la Liga Mexicana del Pacífico.
El Estadio de los Águilas de Mexicali ha sido escenario de 10 series finales (LMP), 1 campeonatos de Liga Norte de Sonora, 1 campeonatos de Liga Norte de México, 4 campeonatos de Liga Mexicana del Pacífico, 1 juegos de las estrellas, 2 serie del Caribe y 1 Clasificación para el Clásico Mundial de Béisbol 2017.

## Historia y datos
El estadio fue edificado en la ciudad deportiva de Mexicali, Baja California entre los años de 1972 y 1973, fue concebido como parque para la práctica del deporte a nivel amateur.
En 1975 con motivo de la incorporación de club Águilas de Mexicali se convirtió en la sede del equipo.
En un principio, el estadio constaba de dos niveles en la parte central conocidos como numerado (la parte baja) y preferente (parte alta). A los lados el estadio tenía gradas de madera para acomodar más aficionados.
Con las modificaciones que se empezaron a hacer en el año 2001, la zona de gradas desapareció, sustituyéndose por una construcción de hormigón y acero más firme y con butacas. El segundo nivel fue derribado y se cambió por una zona de palcos vip. También se agregó un tercer nivel, conocido como Preferente Central.
El Nido tiene una capacidad para aproximadamente 20 000 aficionados sentados, aunque en sus inicios su capacidad era de sólo unos 9000.
El estadio fue remodelado por el Gobierno del Estado de Baja California, bajo la dirección del Arq. Mario Valdez y proyecto de los Arquitectos Alberto Mendoza, Isaac González, Susana Murillo, Ricardo Jiménez y Guadalupe Montaño de la dirección de Edificación de SIDUE.

## Serie del Caribe
La Liga Mexicana del Pacífico eligió a la ciudad de Mexicali para que albergara la edición número 51 de la Serie del Caribe 2009 venciendo a la ciudad de Culiacán en unas votaciones muy reñidas, el evento se realizó entre los días 2 y 7 de febrero y con una inversión importante del gobierno del Estado son consideradas una de las más espectaculares y organizadas de la historia.
En 2025 está programada la 67.ª entrega de la serie del caribe la cual se llevará a cabo del 31 de enero al 7 de febrero de 2025.

## Usos
Se usa constantemente para eventos de la ciudad: de octubre a enero para los juegos de béisbol de la Liga Mexicana del Pacífico, y en los lapsos de descanso se usa para conciertos, partidos de fútbol